# Neiva (fleuve)
 (janvier 2024).
Si vous disposez d'ouvrages ou d'articles de référence ou si vous connaissez des sites web de qualité traitant du thème abordé ici, merci de compléter l'article en donnant les références utiles à sa vérifiabilité et en les liant à la section « Notes et références ».
Le Neiva est un petit fleuve du Portugal qui prend sa source dans la Serra do Oural, dans la paroisse de Godinhaços, dans la municipalité de Vila Verde, et coule entre Castelo do Neiva (paroisse située sur la rive droite), à 8 km au sud de Viana do Castelo et Antas (situé sur la rive gauche).
Le bassin du fleuve Neiva est situé entre ceux des rivières Lima et Cávado.
Le Neiva traverse les terres de la municipalité de Vila Verde (paroisses de Godinhaços, Pedregais, Duas Igrejas, Goães et Arcozelo ) ; de la municipalité de Ponte de Lima (paroisses d' Anais, Calvelo, Vilar das Almas et Sandiães ) ; de la municipalité de Barcelos (paroisses de Panque, Cossourado, Balugães, Aguiar, Durrães, Tregosa et Fragoso ) ; de la commune d'Esposende (paroisses de Forjães et Antas ) ; et la municipalité de Viana do Castelo (paroisses de Carvoeiro, Barroselas, Alvarães, São Romão do Neiva et Castelo do Neiva ).
Les affluents les plus importants sont, sur la rive droite, la rivière Nevoinho, qui prend sa source à Fojo-Lobal, en passant par les terres de Cabaços, Piães, Navió et Poiares, dans la municipalité de Ponte de Lima et un sous-affluent, le Pombarinhos, qui prend sa source à Gormande, dans la même municipalité, et traverse les terres de Cabaços, Friastelas, Freixo et Poiares et a son confluent à côté de la rivière Neiva à Lugar de Entre-rios.
Sur la rive gauche, il y a deux affluents importants qui viennent du côté du Monte de São Gonçalo, dans la paroisse de Fragoso. L'un des deux affluents de la rive gauche s'appelle la rivière des puits, qui prend sa source à Fragoso et traverse des terres telles que Palme, Aldreu et Forjães, pour se jeter dans le Neiva à l'extrémité de Fragoso. L'autre affluent s'appelle São Vicente et traverse la paroisse de Fragoso de São Gonçalo. Aussi étrange que cela puisse paraître, ces deux ruisseaux naissent de la même source mais se jettent dans le fleuve Neiva à une centaine de mètres l'un de l'autre.
Les autres affluents sont des cours d'eau non pérennes qui s'assèchent toujours en été.

## Étymologie
On retrouve le fleuve dans l'ouvrage De Chorographia de Pompónio Mela, géographe romain de la première moitié du Ier siècle apr. J.-C. Une référence au cours d'eau Nebis étant toute indicative de l'ancien nom du fleuve Neiva,.

## Écomusée du Rio Neiva
En mars 2021, il est annoncé que la municipalité de Barcelos créerait l'écomusée du Rio Neiva pour rassembler les éléments matériels, technologiques et les expériences sociales et culturelles de cette vallée.
Le projet comporte deux phases, la première consiste à poser les bases de l'écomusée, comprenant la création d'un comité d'installation, l'inventaire du patrimoine matériel et immatériel de Vale do Neiva et la création de supports numériques (écrits et audiovisuels) sur le patrimoine inventorié. La deuxième phase du projet consistera à créer un espace physique pour le siège de l'écomusée.